# Friedrich Mayer
Friedrich Mayer (Zeiselmauer, 1909. augusztus 9. – Bécsújhely, 1984. január 23.) osztrák nemzetközi labdarúgó-játékvezető. Egyes hírforrások Franz Mayer vagy Fritz Mayer néven is jegyzik.

## Pályafutása
Nemzeti labdarúgó-szövetségének játékvezető bizottsága minősítése alapján lett az Österreichische Fußball-Bundesliga játékvezetője. Küldési gyakorlat szerint rendszeres partbírói szolgálatot végzett. A nemzeti játékvezetéstől 1967-ben vonult vissza.

### Nemzetközi játékvezetés
Az Osztrák labdarúgó-szövetség Játékvezető Bizottsága (JB) terjesztette fel nemzetközi játékvezetőnek, a Nemzetközi Labdarúgó-szövetség (FIFA) 1955-től tartotta nyilván bírói keretében. A FIFA JB központi nyelvei közül a németet beszélte. 
Több nemzetek közötti válogatott, valamint Kupagyőztesek Európa-kupája és Bajnokcsapatok Európa-kupája klubmérkőzést vezetett, vagy működő társának partbíróként segített. Az osztrák nemzetközi játékvezetők rangsorában, a világbajnokság-Európa-bajnokság sorrendjében többedmagával a 27. helyet foglalja el 2 találkozó szolgálatával. Az aktív nemzetközi játékvezetéstől 1967-ben búcsúzott. Profi játékvezetőként Peruban folytatta sportpályafutását. Válogatott mérkőzéseinek száma: 6 (1956-1965).

#### Labdarúgó-világbajnokság
Az 1958-as labdarúgó-világbajnokságon a FIFA JB bíróként alkalmazta.
| Időpont          | Helyszín                | Mérkőzés típusa           | Mérkőzés               | Eredmény | Nézők száma |
| ---------------- | ----------------------- | ------------------------- | ---------------------- | -------- | ----------- |
| 1957. július 27. | Dinamo Stadion, Moszkva | előselejtező (6. csoport) | Szovjetunió–Finnország | 2 – 1    | 50 000      |

#### Labdarúgó-Európa-bajnokság
Az 1968-as labdarúgó-Európa-bajnokságon az UEFA JB játékvezetőként foglalkoztatta.
| Időpont         | Helyszín             | Mérkőzés típusa           | Mérkőzés               | Eredmény | Nézők száma |
| --------------- | -------------------- | ------------------------- | ---------------------- | -------- | ----------- |
| 1967. május 10. | Népstadion, Budapest | előselejtező (5. csoport) | Magyarország–Hollandia | 2 – 1    | 24 352      |

#### Nemzetközi kupamérkőzések

##### Bajnokcsapatok Európa-kupája
| Időpont             | Helyszín                 | Mérkőzés típusa                  | Mérkőzés                  | Eredmény | Nézők száma |
| ------------------- | ------------------------ | -------------------------------- | ------------------------- | -------- | ----------- |
| 1955. szeptember 7. | Hungária körút, Budapest | egyik nyolcaddöntő (1. mérkőzés) | Vörös Lobogó – Anderlecht | 6 – 3    | 35 000      |

##### Kupagyőztesek Európa-kupája
| Időpont           | Helyszín                  | Mérkőzés típusa              | Mérkőzés                        | Eredmény |
| ----------------- | ------------------------- | ---------------------------- | ------------------------------- | -------- |
| 1962. április 11. | Újpesti Stadion, Budapest | egyik elődöntő (2. mérkőzés) | Újpesti Dózsa SC–ACF Fiorentina | 0 – 1    |
| 1966. október 5.  | ETO Stadion, Győr         | első forduló (2. mérkőzés)   | Győri Vasas ETO–ACF Fiorentina  | 4 – 2    |

#### A magyar labdarúgó-válogatott mérkőzései (1902–1929)
| Időpont          | Helyszín             | Mérkőzés típusa                  | Mérkőzés                 | Eredmény | Nézők száma |
| ---------------- | -------------------- | -------------------------------- | ------------------------ | -------- | ----------- |
| 1963. május 4.   | Népstadion, Budapest | olimpiai selejtező (1. mérkőzés) | Magyarország–Svédország  | 4 – 0    | 19 000      |
| 1965. június 27. | Népstadion, Budapest | 412. válogatott mérkőzés         | Magyarország–Olaszország | 2 – 1    | 20 000      |

#### Mérkőzései az NBI-ben
| Időpont             | Helyszín               | Mérkőzés         | Eredmény | Nézők száma |
| ------------------- | ---------------------- | ---------------- | -------- | ----------- |
| 1964. augusztus 23. | Vagongyári pálya, Győr | Győri ETO–Újpest | 5 : 1    | 6 500       |
| 1965. augusztus 1.  | Népstadion, Budapest   | Újpest–FTC       | 1 : 3    | 60 000      |

## Külső hivatkozások
- Franz Mayer. World Referee. [2012. szeptember 17-i dátummal az eredetiből archiválva]. (Hozzáférés: 2013. március 1.)
- Franz Mayer. zerozerofootball.com. (Hozzáférés: 2013. március 1.)
- Franz Mayer. footballdatabase.eu. (Hozzáférés: 2013. március 1.)
- Franz Mayer. scoreshelf.com. [2015. október 3-i dátummal az eredetiből archiválva]. (Hozzáférés: 2013. március 1.)
- Franz Mayer. eu-football.info. (Hozzáférés: 2013. március 1.)